# Artur Rodziński
Artur Rodziński, né le 1er janvier 1892 à Split et mort le 27 novembre 1958 à Boston, est un chef d'orchestre polonais.

## Biographie
Il grandit à Lemberg (alors en Autriche-Hongrie, aujourd'hui Lviv en Ukraine) où il étudie le droit à l'université. En 1914, toute la famille déménage à Vienne, où conjointement à ses études, Rodzinski entre à l'Académie de musique de Vienne. Il apprend le piano auprès d'Emil von Sauer, la composition avec Franz Schreker et la direction avec Franz Schalk. En 1916, il devient docteur en droit.
Après la Première Guerre mondiale, il retourne à Lwów redevenue polonaise, et devient chef d'orchestre avec son premier opéra dirigé, Ernani de Verdi. En 1920, il est engagé au Grand Théâtre de Varsovie. 
Il décide de rejoindre les États-Unis pour travailler avec le déjà célèbre Leopold Stokowski à Philadelphie, de 1925 à 1929. Il devient ensuite chef de l'Orchestre philharmonique de Los Angeles pendant quatre ans, puis de l'Orchestre de Cleveland pendant dix ans.
En 1935, il réalise la première américaine de l'opéra Lady Macbeth de Mtsensk de Dmitri Chostakovitch dont il est un interprète inspiré - un enregistrement de la Symphonie n° 5 avec Cleveland est également à connaître pour ses tempos « diaboliques ». 
En 1937, il participe, à New York, à la fondation de l'Orchestre symphonique de la NBC qu'il prépare pour Arturo Toscanini.
En 1943, il est appelé à la direction du prestigieux Orchestre philharmonique de New York avant de terminer sa carrière à Chicago en 1947.